# Marco van Ginkel
Wulfert Cornelius „Marco“ van Ginkel (* 1. Dezember 1992 in Amersfoort, Niederlande) ist ein niederländischer Fußballspieler, der seit Januar 2023 bei Vitesse Arnheim unter Vertrag steht.

## Karriere

### Verein

#### Anfänge in Arnheim
Marco van Ginkel spielte in der Jugend von De Valleivogels in Scherpenzeel und kam mit sieben Jahren zu Vitesse Arnheim. Hier durchlief er sämtliche weitere Jugendmannschaften, ab 2005 in der Ausbildung der gemeinsamen Fußballakademie von Vitesse mit der AGOVV Apeldoorn. Noch als A-Jugendlicher gab er 17-jährig am 9. April 2010 sein Debüt in der Eredivisie, als er im Spiel bei RKC Waalwijk in der 67. Minute beim Stand von 1:1 für Nicky Hofs eingewechselt wurde. Das Spiel endete 4:1 für Waalwijk. In drei weiteren Spielen der Saison 2009/10 kam er zum Einsatz.
Vor der Saison 2010/11 wurde bei van Ginkel Pfeiffer-Drüsenfieber diagnostiziert, das ihn kurzzeitig zurückwarf. Doch schon am zweiten Spieltag stand er in der Startformation von Vitesse und erzielte in der 43. Minute seinen ersten Treffer in der Eredivisie zum 2:2-Ausgleich bei der 2:4-Niederlage in Amsterdam gegen Ajax Amsterdam. Nach der Winterpause erzielte er am 21. Spieltag beim 5:2-Sieg über Roda JC Kerkrade einen „Doppelpack“; in der Folge stand er regelmäßig in der Stammformation der Vitesse.

#### Wechsel zum FC Chelsea und Kreuzbandriss
Van Ginkels Vertrag bei Vitesse Arnheim sollte bis Juni 2015 laufen, doch wechselte er bereits 2013 zum FC Chelsea in die Premier League. Dort erhielt er einen Vertrag bis Juni 2018. Nach zwei Kurzeinsätzen in der Saison 2013/14 und dem Auflaufen in der Startelf im Champions-League-Spiel gegen den FC Basel erlitt er am 24. September 2013 in der League-Cup-Partie bei Swindon Town einen Kreuzbandriss, der ihn für Monate außer Gefecht setzte. Van Ginkel gab sein Comeback Ende März 2014 für die U21. Dennoch kostete ihn die Verletzung die Teilnahme an der Weltmeisterschaft 2014.

#### Auf Leihbasis in Mailand, Stoke und Eindhoven
Am 1. September 2014 wechselte van Ginkel bis zum Ende der Saison 2014/15 in die italienische Serie A zum AC Mailand. Er kam dort 17-mal in der Serie A zum Einsatz und erzielte ein Tor.
Zur Saison 2015/16 wurde van Ginkel an Stoke City ausgeliehen. Nachdem Stoke Giannelli Imbula verpflichtet hatte, wurde die Leihe am 1. Februar 2016 vorzeitig beendet. Er wechselte daraufhin auf Leihbasis zur PSV Eindhoven. Seine acht Tore trugen dazu bei, den Meistertitel zu verteidigen.
Zur Saison 2016/17 kehrte van Ginkel zum FC Chelsea zurück, wurde von Trainer Antonio Conte aber nicht in den Kader der ersten Mannschaft aufgenommen. Er spielte in der ersten Saisonhälfte dreimal in der U23 und erzielte ein Tor. Zum 1. Januar 2017 verlängerte er seinen Vertrag bis zum 30. Juni 2019 und kehrte auf Leihbasis zur PSV Eindhoven zurück. Bis zum Ende der Saison 2016/17 kam er auf 15 Einsätze, in denen er sieben Tore erzielte. Im Juli 2017 verlängerte er seinen Vertrag beim FC Chelsea bis zum 30. Juni 2020 und die Leihe bei der PSV Eindhoven für die Saison 2017/18. Er steuerte in 28 Ligaeinsätzen 14 Tore zum Gewinn der Meisterschaft bei.

#### Rückkehr zu Chelsea und Verletzungssorgen
Zur Saison 2018/19 kehrte van Ginkel zum FC Chelsea zurück, der fortan von Maurizio Sarri trainiert wurde. Aufgrund einer Knieverletzung konnte er die gesamte Saison nicht am Spielbetrieb teilnehmen. Im September 2019 gab der neue Cheftrainer Frank Lampard, mit dem van Ginkel noch bei Chelsea zusammengespielt hatte, bekannt, dass es Komplikationen bei einer Knie-Operation gegeben habe. Er konnte daher auch in der Saison 2019/20 in keinem Spiel mitwirken. Dennoch verlängerte der FC Chelsea seinen Vertrag für die Saison 2020/21.

#### Erneute Leihe in die Niederlande
Anfang Oktober 2020 kehrte van Ginkel kurz vor dem Ende der Transferperiode bis zum Ende der Saison 2020/21 auf Leihbasis erneut zur PSV Eindhoven zurück. Am 13. Januar 2021 kam der 28-Jährige erstmals seit dem 6. Mai 2018 wieder in einem Pflichtspiel zum Einsatz. Bis zum Saisonende folgten unter dem deutschen Cheftrainer Roger Schmidt 10 weitere Ligaeinsätze (3-mal von Beginn), in denen er ein Tor erzielte.
Zur Saison 2021/22 erwarb die PSV Eindhoven die Transferrechte an van Ginkel, der einen Vertrag bis zum 30. Juni 2023 unterschrieb.

### Nationalmannschaft
Im August 2011 wurde er erstmals in den Kader der U-21-Nationalmannschaft berufen. Bondscoach Louis van Gaal berief ihn für das Länderspiel gegen die deutsche Nationalmannschaft am 14. November 2012 erstmals in den Kader des A-Teams und zog ihn auf seiner Position im Mittelfeld dem erfahreneren Siem de Jong vor. Van Ginkel wurde in der 59. Minute für Ibrahim Afellay eingewechselt und damit nach dem ebenfalls in diesem Match debütierenden Kenneth Vermeer, der von Beginn an im Tor der Niederländer stand, der 727. Spieler im Oranje-Trikot.

## Erfolge
- Niederländischer Meister: 2016, 2018
- UEFA Europa League: 2019